# Song Sung Blue
Song Sung Blue är en poplåt skriven och framförd av Neil Diamond. Låten utgavs som singel 1972, och medtogs på studioalbumet Moods som första spår samma år. Med låten fick Diamond sin andra Billboardetta i USA efter 1970 års "Cracklin' Rosie". Låten framför ett budskap om att sjunga bort sina bekymmer. Låten nominerades 1973 till Grammys i kategorierna årets inspelning och årets sång. Båda kategorier tillföll dock Roberta Flack.

## Listplaceringar
| Lista (1972)   | Position              |
| -------------- | --------------------- |
| Australien     | 4 (Go Set)            |
| Danmark        | 1 (DR "Top 10")       |
| Frankrike      | 59                    |
| Irland         | 17                    |
| Kanada         | 2                     |
| Nederländerna  | 3                     |
| Norge          | 2                     |
| Nya Zeeland    | 1 (NZ Listner)        |
| Schweiz        | 1                     |
| Spanien        | 4                     |
| Storbritannien | 14                    |
| Sverige        | 8 (Kvällstoppen)      |
| Sverige        | 3 (Tio i topp)        |
| USA            | 1 (Billboard Hot 100) |
| Västtyskland   | 6                     |